# Villiers-Vineux
Villiers-Vineux è un comune francese di 296 abitanti situato nel dipartimento della Yonne nella regione della Borgogna-Franca Contea.

## Società

### Evoluzione demografica
Abitanti censiti